# Orah (gmina Rudo)
Orah (cyr. Орах) – wieś w Bośni i Hercegowinie, w Republice Serbskiej, w gminie Rudo. W 2013 roku liczyła 47 mieszkańców.